# Erebus noctualis
Erebus noctualis är en fjärilsart som beskrevs av Embrik Strand 1919. Erebus noctualis ingår i släktet Erebus och familjen nattflyn. Inga underarter finns listade i Catalogue of Life.